# Revmatizem
Revmatízem ali revmatična bolezen (pogovorno révma) je skupni naziv za številne različne bolezni, ki prizadenejo okostje in mehke dele gibalnega aparata. Pogosto je pridružena sistemska prizadetost veziva notranjih organov, in se delijo po etiologiji (nalezljive, presnovne, avtoimunske), po patološkoanatomskih spremembah (vnetne, degenerativne, funkcionalne) in po topografski prizadetosti (sklepi, kite, mišice, mišične ovojnice, hrbtenica, kosti).
Revmatična obolenja so opredeljena kot lokalna (omejena na določeno lokacijo telesa, npr. burzitis, tendinitis), regionalna (prizadenejo večje območje telesa, na primer steno prsnega koša) ali generalizirana  (prizadenejo številne in različne dele telesa, npr. fibromialgija).
Izraz se danes v medicini redko uporablja in ne označuje ene same bolezni, temveč zajema več kot 100 različnih bolezenskih stanj. Med revmatične bolezni sodijo, na primer:
- ankilozirajoči spondilitis
- revmatoidni artritis
- juvenilni artritis
- fibromialgija
- lupus
- skleroderma
- poliomielitis
- dermatomiozitis
- revmatična polimialgija
- burzitis
- tendinitis
- vaskulitis
- sindrom karpalnega kanala
- kompleksni regionalni bolečinski sindrom